# 南方恐猛蚁
南方恐猛蚁（学名：Dinoponera australis）是猛蚁亚科恐猛蚁属一种，因没有蚁后职位分化而闻名。
2021年，该物种的学名被降级为大恐猛蚁（Dinoponera grandis）的同义词。 

## 亚种
南方恐猛蚁仅有二个亚种： 
- 南方恐猛蚁巴氏亞種 Dinoponera australis bucki Borgmeier, 1937
- 南方恐猛蚁黑色亚种 Dinoponera australis nigricolor Borgmeier, 1937

## 描述

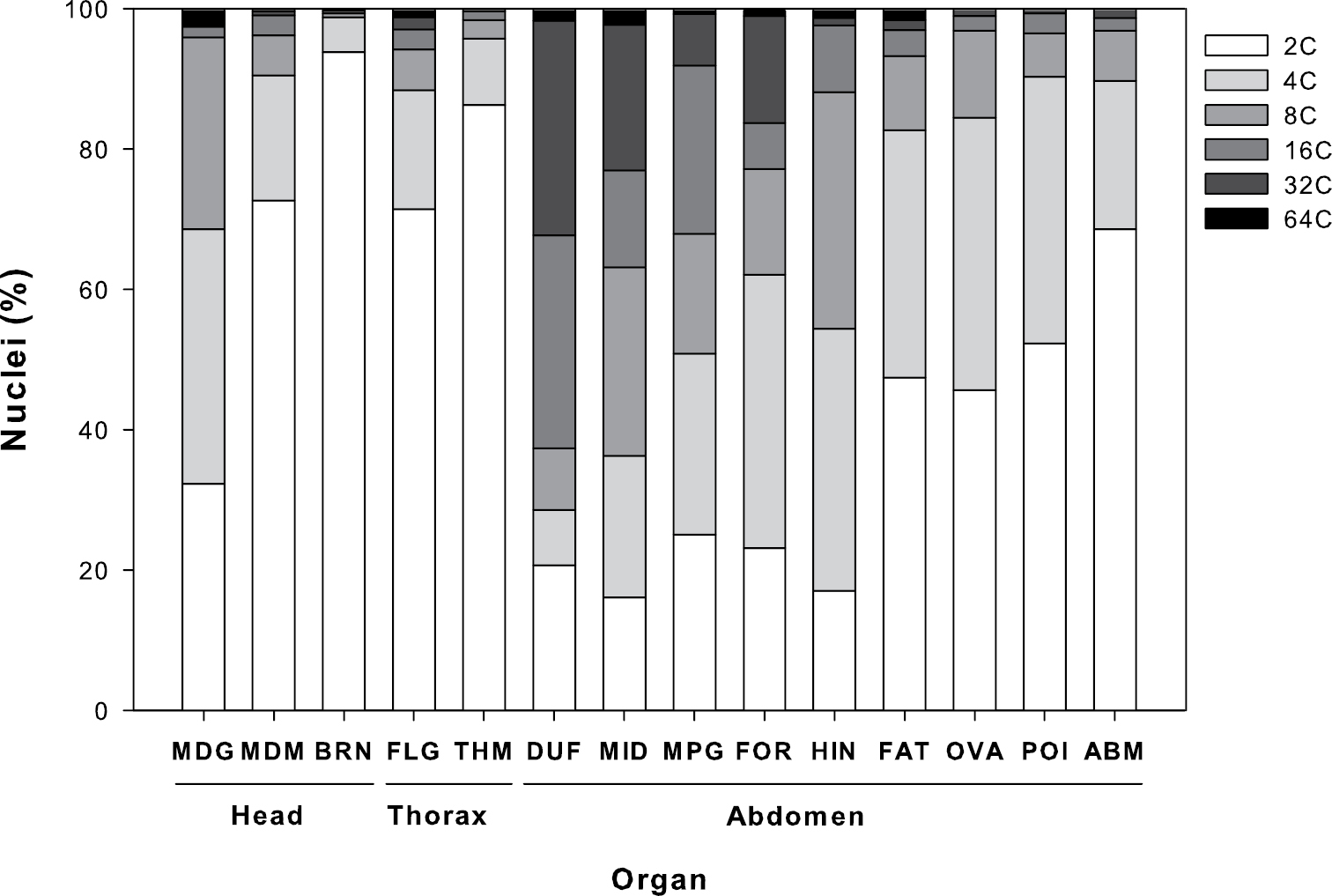
南方恐猛蚁內多倍體的器官特異性模式（从 x2 到 x64）

研究表明，该物种的脂肪储存与群体分工有关，非繁殖工蚁的脂质数量低于繁殖工蚁。 
研究发现，南方恐猛蚁在其组织中表现出明显多倍体程度差异，核基因组的拷贝数从 2 到 64 个不等。 

## 分布
南方恐猛蚁是已知分布范围最广的恐猛蚁。该物种发现于巴西南部玻利维亚的圣克鲁斯省，巴拉圭东部的马托格罗索州、戈亚斯州、米纳斯吉拉斯州、圣保罗州、南马托格罗索州、巴拉那州、圣卡塔琳娜州和南里奥格兰德州。伊塔普阿、上巴拉那和瓜伊拉以及阿根廷米西奥内斯省。 